# Kelly Kline
Kelly Kline (Greensboro, 5 luglio 1981) è un'ex attrice pornografica e regista statunitense.

## Carriera
Iniziò la sua carriera nel 2003 a 22 anni e da allora è apparsa in numerosi film hardcore, tra cui le serie Shallow This, Barely Legal e Lesbian Seductions - Older/Younger.
Fu nominata la migliore attrice di una scena di genere lesbo dall'X-Rated Critics Organization nel 2004. In quel periodo era sposata con l'attore porno Richard Raymond ed iniziò a girare alcuni film insieme a lui, come Cytherea is Squirtwoman.
Faceva parte del cast del film The Violation of Audrey Hollander che vinse l'AVN Award per la Best All-Girl Sex Scene (Video) e anche l'XRCO per Best Girl/Girl.

## Riconoscimenti
- AVN Awards
  - 2005 – Best All-Girl Sex Scene (video) per The Violation of Audrey Hollander con Audrey Hollander, Ashley Blue, Tyla Wynn, Brodi e Gia Paloma[7]
- XRCO Award
  - 2005 – Best Girl/Girl per The Violation of Audrey Hollander con Audrey Hollander, Ashley Blue, Tyla Wynn, Brodi e Gia Paloma[8]

## Filmografia

### Attrice
- Art Of Anal 2 (2004)
- Art Of Oral Sex (2004)
- Ass-fucking Young Girls (2004)
- Barely 18 9 (2004)
- Barely Legal 46 (2004)
- Bitch 1 (2004)
- Blow Me Sandwich 6 (2004)
- Blowjob Fantasies 20 (2004)
- Blue Angels 1: The Second Coming (2004)
- Blue Angels 2 (2004)
- Cytherea Iz Squirtwoman 1 (2004)
- Dawn (2004)
- Dirty Girlz (2004)
- Dirty Girlz 3 (2004)
- Don't Tell Mommy 6 (2004)
- Dripping Wet Sex 11 (2004)
- Eager Beavers 7 (2004)
- Erotica XXX 6 (2004)
- Four Eyed Fucks (2004)
- Fucking Assholes 2 (2004)
- Girl Next Door 1 (2004)
- Glazed and Confused 3 (2004)
- Goin Deep 2 (2004)
- Hand Job Hunnies 6 (2004)
- Hot Auto Bodies (2004)
- Innocence Perfect Pink (2004)
- Interracial Anal Teens -n- Toys 3 (2004)
- Jack's Playground 10 (2004)
- Jack's Teen America 2 (2004)
- Lip Service (2004)
- Loose Morals: Couples Edition (2004)
- Mad Skillz (2004)
- Marty Zion's Beautiful Girls (2004)
- Mary Carey Rules 4 (2004)
- Mood Ring (2004)
- More Dirty Debutantes 278 (2004)
- North Pole 51 (2004)
- Room for Rent (2004)
- Schoolgirls (2004)
- Screaming Orgasms 13 (2004)
- Screw My Husband Please 5 (2004)
- Screw My Wife Please 41 (She's Married, Not Dead) (2004)
- Sex Brats 2 (2004)
- Sex Kittens 17 (2004)
- Strap It to Me 2 (2004)
- Strap-On Fantasies 1 (2004)
- Suck Start My Heart (2004)
- Swinging In The USA (2004)
- Teen Meat 4 (2004)
- That Bitch Ate Our Witch (2004)
- Throat Gaggers 6 (2004)
- Top Notch Anal Bitches (2004)
- Twat Squad (2004)
- Two Chicks And A Cock (2004)
- Violation of Audrey Hollander (2004)
- Violation of Missy Monroe (2004)
- Welcome to the Valley 1 (2004)
- Woman's World (2004)
- Writer's Block (2004)
- YA 31 (2004)
- Young and Filthy (2004)
- Young Girls' Fantasies 7 (2004)
- Young Stuff 2 (2004)
- 18 and Easy 2 (2005)
- All Sex No Talk 1 (2005)
- Are We in Love (2005)
- Ass Up Face Down (2005)
- Bitches In Heat 2 (II) (2005)
- Built for Sex 3 (2005)
- Butt Buffet 1 (2005)
- Corrupted (2005)
- Cream Filled Asses 1 (2005)
- Cream Filling 3 (2005)
- Curse Eternal (2005)
- Deep in Cream 7: Wet Dreams (2005)
- Dream Lovers (2005)
- Dream Teens 2 (2005)
- Girl Play (2005)
- Girls Home Alone 25 (2005)
- Girls Home Alone 26 (2005)
- Grudge Fuck 3 (2005)
- Handjobs 16 (2005)
- Hit It and Quit It (2005)
- Intimate Secrets 6 (2005)
- It's The Chicks 2 (2005)
- Jack's Teen America 10 (2005)
- Lauren Phoenix's Pussy POV (2005)
- Les' Be Friends (2005)
- Mouth 2 Mouth 3 (2005)
- Mouth 2 Mouth 4 (2005)
- No No Brianna (2005)
- On Your Knees Bitch (2005)
- Please Cum Inside Me 20 (2005)
- Pussy Playhouse 9 (2005)
- Pussyman's Decadent Divas 28 (2005)
- Real Female Masturbation 25 (2005)
- Screw My Wife Please: Collectors Edition 5 (2005)
- Sex Addicts: They Can't Control Themselves (2005)
- Shane's World 36: Snow Trip (2005)
- Ski Bitch (2005)
- Soloerotica 8 (2005)
- No No Brianna (2005)
- On Your Knees Bitch (2005)
- Please Cum Inside Me 20 (2005)
- Pussy Playhouse 9 (2005)
- Pussyman's Decadent Divas 28 (2005)
- Real Female Masturbation 25 (2005)
- Screw My Wife Please: Collectors Edition 5 (2005)
- Sex Addicts: They Can't Control Themselves (2005)
- Shane's World 36: Snow Trip (2005)
- Ski Bitch (2005)
- Soloerotica 8 (2005)
- Squirting 101 4 (2005)
- Strap-On Divas (2005)
- Stripper School Orgy (2005)
- Surrender the Booty 2 (2005)
- Teach Me How to Fuck 2 (2005)
- Teagan: All American Girl (2005)
- Tear Jerkers 1 (2005)
- Teen Sensations 10: Little Misschievous (2005)
- Throated 2 (2005)
- Tongues and Twats 1 (2005)
- Tonsil Hockey (2005)
- Top Notch Bitches 3 (2005)
- Topsy Turvy (2005)
- Up And Cummers 125 (2005)
- Violation of Melissa Lauren (2005)
- 1 Dick 2 Chicks 5 (2006)
- Backseat Bangers 7 (2006)
- Barely Legal My 1st Job (2006)
- Big Trouble In Little Vagina (2006)
- Bitch Banging Bitch 1 (2006)
- Body Shots (2006)
- Buffy Malibu's Nasty Girls 34 (2006)
- Butt Blassted 3 (2006)
- By Appointment Only 1 (2006)
- Can You Hear Me Cumming (2006)
- Caught Masturbating 2 (2006)
- Cream Pie Girls 3 (2006)
- Cum Play With Me 2 (2006)
- Cumstains 7 (2006)
- Deep Throat Anal (2006)
- Devil Made Me Do It (2006)
- Duality (2006)
- Eric Hunter's Hunted 1 (2006)
- Erotic Encounters (2006)
- Fetish Factory 1 (2006)
- Fuck My Sister And Me Too (2006)
- Gauntlet 2 (2006)
- Girls Hunting Girls 8 (2006)
- Girls in White 1 (2006)
- Girls in White 2 (2006)
- Girls of Amateur Pages 12 (2006)
- Hot Rod for Sinners (2006)
- Innocent Desires 5 (2006)
- Insider (2006)
- Intimate Invitation 1 (2006)
- Intimate Invitation 3 (2006)
- Lascivious Liaisons (2006)
- Legal and Hot 2 (2006)
- Lesbian Cheerleader Squad 4 (2006)
- Lesbian Tutors 1 (2006)
- Lesbian Tutors 2 (2006)
- Lewd Conduct 29 (2006)
- Lip Lock My Cock 2 (2006)
- Mind Blowers 1 (2006)
- My Wife's Friends 1 (2006)
- My Wife's Friends 2 (2006)
- My Wife's Friends 3 (2006)
- Nantucket Housewives (2006)
- Naughty Bookworms 3 (2006)
- POV Handjobs (2006)
- Promises of the Heart (2006)
- Pussy Playhouse 11 (2006)
- Sex Therapy 2 (2006)
- Skeeter Kerkove's Girls Sodomizing Girls 1 (2006)
- Strangers When We Meet (2006)
- Strap it On 4 (2006)
- Teen Handjobs 2 (2006)
- Teen Panty Droppers (2006)
- Tiffany's (2006)
- Violation of Sierra Sinn (2006)
- Voyeur 31 (2006)
- White Nut'z on Black Sluts (2006)
- Wicked MVP: Kirsten (2006)
- Wild Fuck Toys 3 (2006)
- Women Seeking Women 20 (2006)
- 3-Way or No Way 2 (2007)
- Addicted to Niko (2007)
- American Daydreams 6 (2007)
- Anal Lovers 2 (2007)
- Big Gulps 3 (2007)
- Body Worship (2007)
- Costume Bondage Fantasies (2007)
- Cum Fiesta 2 (2007)
- Dirty Habits (2007)
- Girls on Film Solo Edition 1 (2007)
- Her 1st Anal 1 (2007)
- Housewife 1 on 1 7 (2007)
- Jack's Playground 34 (2007)
- Lesbian Seductions 11 (2007)
- Lesbian Training 6 (2007)
- Lesbian Tutors 3 (2007)
- Meet Heather (2007)
- Mope Squad 2 (2007)
- Naked Housewives (2007)
- Old Enough to be Their Mother 2 (2007)
- One (2007)
- One Last Kiss (2007)
- Pantyhose Whores 1 (2007)
- Peter North's POV 19 (2007)
- Real Life Professional Couples (2007)
- Sex Machines 12 (2007)
- Sexual Exploits of Jean Val Jean (2007)
- Sexual Freak 6: Sophia Santi (2007)
- Skeeter Kerkove's Girls Sodomizing Girls 3 (2007)
- Stripped: Ava Rose (2007)
- Tribade Sorority 1 (2007)
- Tristan Taormino's Expert Guide to Oral Sex 1: Cunnilingus (2007)
- V Word (2007)
- Women Seeking Women 30 (2007)
- All in the Family (2008)
- Anally Yours... Love, Jada Fire (2008)
- Before They Were Stars 4 (2008)
- Binding Contracts for Business Girls (2008)
- Butt Buffet 3 (2008)
- Ear Cum (2008)
- Fucked At Home 2 (2008)
- Hello Nurse (2008)
- Jana Cova: Erotique (2008)
- Lesbians Love Sex 1 (2008)
- Licensed to Blow 4 (2008)
- Like Lovers Do (2008)
- MILF Lessons 16 (2008)
- Red White And Goo (2008)
- Wife Switch 4 (2008)
- Women Seeking Women 39 (2008)
- All Holes No Poles 8 (2009)
- Everybody Loves Lucy (2009)
- Fuck Face (II) (2009)
- Homegrown Video 751: Earagonads (2009)
- I Do It For The Money 1 (2009)
- Wife Switch 6 (2009)
- Amateur Anal Attempts 23 (2010)
- Born 2 Porn 3 (2010)
- Strap This Baby on for Size (2010)
- Passionate Pleasures (2011)
- Dyking Around (2012)
- Munching Muff (2012)
- Teenage Assfixiation (2012)
- 3's Not a Crowd (2013)
- First String 5 (2013)
- Horny Milf Club (2013)
- Backdoor Banging (2014)

### Regista
- My Wife's Friends 2 (2006)
- White Nut'z on Black Sluts (2006)
- Anal Recruiters 1 (2007)
- Anal Recruiters 2 (2008)